# ヴェニョーフ
座標: 北緯54度21分10秒 東経38度16分18秒 / 北緯54.3528度 東経38.2717度

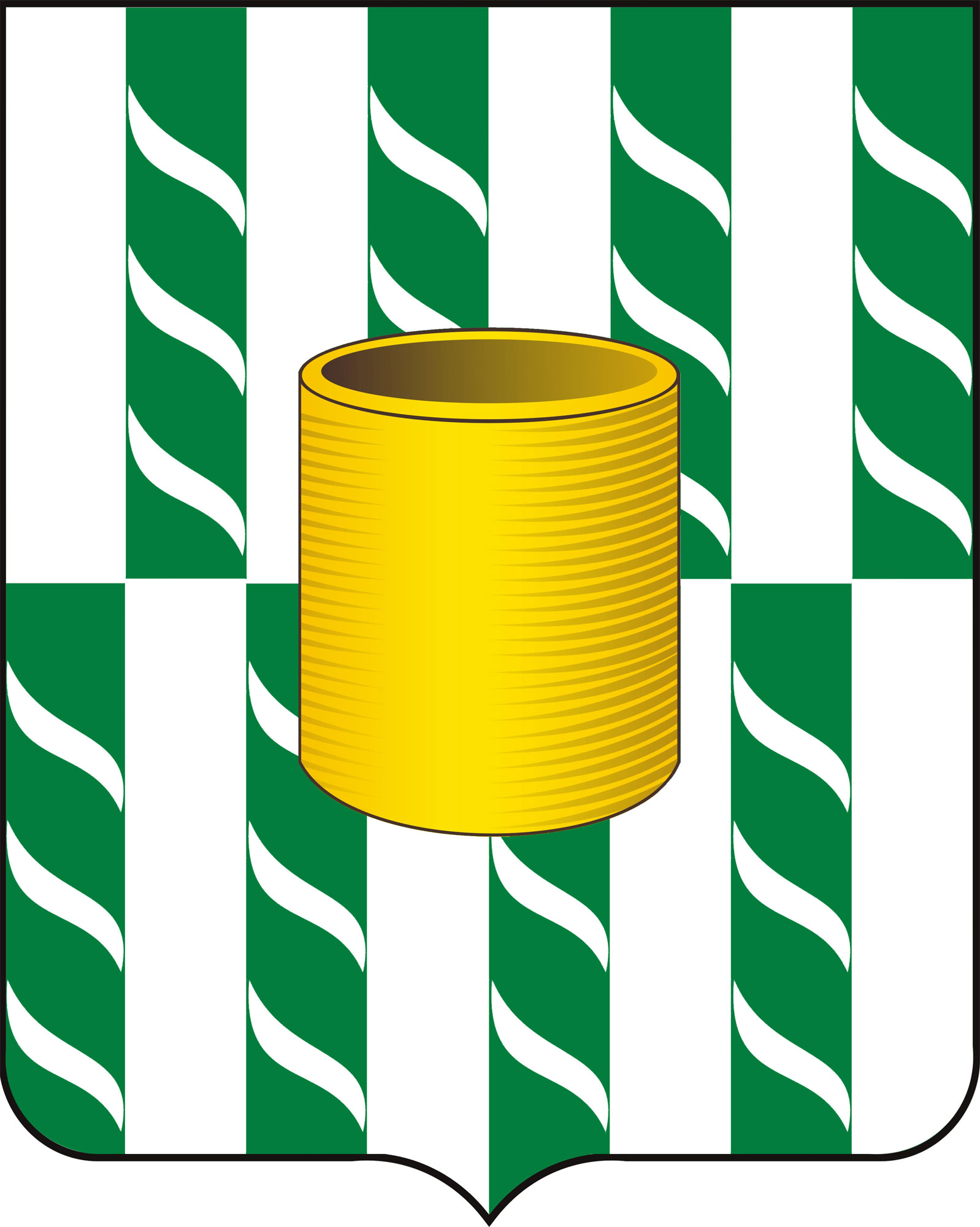
ヴェニョーフの市章

ヴェニョーフ（ヴェニョフ、ロシア語: Венёв、ラテン文字表記の例: Venyov）は、ロシア西部のトゥーラ州東部にある都市。オカ川水系のオショートル川の支流、ヴェニョーフカ川に沿う。州都トゥーラからは東へ52km。人口は2002年国勢調査で16,167人。1989年ソ連国勢調査では13,243人であった。

## 歴史

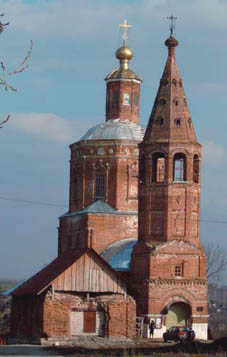
神現修道院跡地にある、神現聖堂とカザンの生神女聖堂

ヴェニョーフが記録に初出するのは1371年のことである。15世紀終わりごろからヴェニョーフはモスクワ大公国の一部で、「逆茂木線」（Zasechnaya cherta, Great Abatis Border, Засечная черта）と呼ばれるモスクワ国家南部国境の防衛線の一部をなしていた。16世紀には南部国境を侵そうとする遊牧民族の攻撃をしばしば受けている。
モスクワ国家の拡大後は、国境の防衛都市としての役割を失い、農業と農産物の交易の町へと変わっていった。1777年に地方行政改革に伴い市となった。1897年時点での人口は5,167人であった。

## 文化
ヴェニョーフには古い聖堂がいくつか残るが、特にヴェニョーフカ川沿いにある神現修道院の跡には、神現聖堂とカザンの生神女聖堂、および1737年にできた生神女庇護聖堂が残る。 この修道院は18世紀後半のエカチェリーナ2世による修道院財産の世俗化以後、衰えて閉鎖された。

## 産業と交通
ヴェニョーフ地区の経済は農業が中心である。加えて、石灰石鉱山や炭鉱なども残っている。ヴェニョーフにはいくつかの小さい工場と炭鉱しか鉱工業はない。
町の近くを、モスクワからヴォロネジを経てロストフ・ナ・ドヌへ向かうM4幹線道路が通る。モスクワ州のオジェリェーリエ・カシーラとトゥーラ州のノヴォモスコフスクを結ぶ1901年開業の鉄道も通る。